# Památkový úřad Slovenské republiky
Památkový úřad Slovenské republiky (slovensky Pamiatkový úrad Slovenskej republiky, zkratka PÚSR) je úřad, jehož hlavním úkolem je ochrana památkového fondu Slovenské republiky. PÚSR sídlí v Bratislavě, ale má celostátní působnost a spadá pod něj osm krajských památkových úřadů se sídlem ve slovenských krajských městech. Dočasně jmenovaným generálním ředitelem je v současné době (2021) Radoslav Ragač.

## Vývoj názvů a struktury úřadu
Předchůdce dnešního Památkového úřadu SR byl zřízen k 1. lednu 1951. Celkový vývoj byl následující: 
- 1.1. 1951 - zřízen Památkový ústav (Poznámka: Ústav měl na starosti ochranu přírody)
- Listopad 1951 - Památkový ústav přejmenován na Slovenský památkový ústav (SPU)
- 1958 - SPU přejmenován na Slovenský ústav památkové péče a ochrany přírody (SÚPSOP) (Poznámka: De iure byl SÚPSOP jedním z předchůdců Ústředí státní ochrany přírody [viz níže], de facto byl předchůdce USPS [viz níže], které vzniklo v roce 1981 de iure vyčleněním od SÚPSOP)
- 1981 - vytvořen „střední článek řízení“ Ústředí státní památkové péče (USPS) se třemi podřízenými organizacemi: Státní památkový ústav památkové péče (SUPŠ), Státní restaurátorské ateliéry (SRA) a Projektový ústav kultury; odpovědnost za ochranu přírody přešla na nově vytvořené Ústředí státní ochrany přírody
- 1986 - zrušení USPS (podřízené organizace zůstaly)
- 1991 - SUPŠ přejmenován na Slovenský ústav památkové péče (SUPŠ)
- 1994 - SUPŠ a SRA sloučeny pod názvem Památkový ústav (1996 - 1998 přechodně nazýván Národní památkové a krajinné centrum); Projektový ústav kultury přeměněn na státní podnik (od roku 1998 v likvidaci)
- 2002 - Památkový ústav a okresní a krajské památkové úřady sloučeny pod názvem Památkový úřad Slovenské republiky